# Raphael Veiga
Raphael Cavalcante Veiga (São Paulo, 19 de junho de 1995) é um futebolista brasileiro que atua como meio-campista. Desde janeiro de 2019, atua pelo Palmeiras.
No início da sua carreira, jogou nas categorias de base de vários clubes, como Corinthians e São Paulo, até chegar ao Audax Rio. Lá, chamou a atenção de um olheiro do Coritiba, que o levou para jogar no Alviverde paranaense. Promovido ao elenco profissional em 2016, atuou pelo Coxa até o fim do ano, quando foi contratado pelo Palmeiras. Após uma primeira temporada com poucos jogos realizados, foi emprestado para o Atlético Paranaense. No retorno ao Palmeiras, Veiga novamente teve dificuldades em se manter na equipe titular; entretanto, após a chegada de Abel Ferreira ao Alviverde, o seu futebol evoluiu e virou peça importante em várias conquistas da equipe paulista. A respeito da Seleção Brasileira, sua primeira convocação ocorreu em março de 2023, quando foi chamado pelo então técnico interino Ramon Menezes para um amistoso contra o Marrocos.
Meio-campista canhoto que atua melhor centralizado no meio-campo ofensivo, Veiga é considerado por veículos da imprensa como Ge, Lance! e Gazeta Esportiva como um jogador decisivo em partidas de alta pressão, como clássicos e finais. O jogador também é conhecido por sua eficiência em cobranças de pênalti, fato que atribui à sua confiança, treinamento e seu psicológico antes do arremate.

## Carreira por clubes

### Categorias de base
Nascido no bairro do Tatuapé, em São Paulo, Veiga iniciou sua carreira futebolística na sua cidade natal, mas teve alguns obstáculos no início de sua história. Seu sonho de infância era o de ser goleiro e se espelhava em Marcos, ídolo do Palmeiras, clube para o qual Veiga e sua família torcem. Fez seu primeiro teste no Corinthians aos nove anos; entretanto, foi dispensado posteriormente devido à sua baixa estatura para um goleiro. Cerca de duas semanas depois, retornou ao clube para um novo teste; dessa vez, como meio-campista. Foi aprovado e jogou com jogadores como o zagueiro Marquinhos e o goleiro Caíque França na base do clube. Permanceu por dois anos e acabou dispensado, novamente por não ter um porte físico desejado para um jogador.
Dali em diante, Veiga atuou por clubes como Fundação e Mercedes-Benz até ingressar no São Paulo, clube em que ficou por pouco tempo; longe de sua casa, faltava dinheiro para o transporte ao clube. Ainda teve uma passagem pela Portuguesa até parar novamente de atuar. Em 2010, depois de algum tempo parado, Veiga foi, contrariado, à uma viagem a uma praia com sua mãe. Lá, acabou encontrando um ex-técnico, que o viu jogando futebol na areia e o convidou para atuar pelo Pão de Açúcar (hoje Audax Rio). Passou no teste e atuou no clube de Osasco por quatro anos. Foi efetivado ao elenco profissional aos dezessete anos pelo técnico Fernando Diniz.

### Coritiba

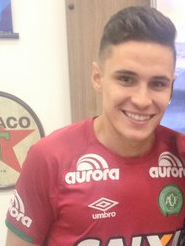
Veiga, em 2016

Atuando pelo Audax em uma partida contra a Ponte Preta pelo Campeonato Paulista da Série A2, Veiga chamou a atenção de um olheiro do Coritiba, que lhe fez um convite para atuar no clube, que foi aceito pelo jogador. Foi um dos destaques da agremiação na conquista do Campeonato Paranaense Sub-18 de 2015, ficando com a artilharia da Taça Federação Paranaense de Futebol no mesmo ano.
No começo de 2016, a diretoria do Coritiba planejava em emprestar Veiga para outra equipe; enquanto isso não acontecia, o jogador treinava em horários alternativos e não era relacionado para jogos da equipe principal. Devido isso, o jogador deu um ultimato ao diretor do time na época, Valdir Barbosa: ou seria aproveitado ou preferiria ser liberado da equipe. Após conversa de Barbosa com o treinador da equipe, Gilson Kleina, Veiga foi levado para uma pré-temporada do Coritiba, se destacou e foi incorporado ao time profissional. Fez sua estreia pelo time profissional do Coxa no dia 11 de março, na vitória por 3–0 sobre o Avaí em jogo da Primeira Liga. Sua estreia pelo Campeonato Brasileiro aconteceu na vitória por 1–0 sobre o Santa Cruz, com uma atuação elogiada pelo treinador. Em agosto, marcou seu primeiro gol pelo Coritiba – e como jogador profissional – ao fazer o único tento de uma derrota por 1–3 para o Vitória, fora de casa, pelo Campeonato Brasileiro.
Destaque da equipe durante o ano, chegou a despertar interesse do Corinthians e do São Paulo, mas, em novembro, foi anunciado que Veiga se transferiria para o Palmeiras, que pagou 4,5 milhões de reais para adquirir 50% dos direitos econômicos do jogador em um contrato válido até dezembro de 2021. No total, realizou 24 partidas e marcou três gols pelo Coritiba.

### Palmeiras
Veiga foi apresentado oficialmente pelo Palmeiras em 11 de janeiro de 2017, onde recebeu a camisa de número 20. Sua estreia e primeiro gol pela equipe alviverde aconteceram no dia 21 do mesmo mês, em amistoso contra a Chapecoense; a partida foi em respeito ao acidente aéreo que vitimou grande parte da equipe de Chapecó meses antes. Durante a temporada, Veiga realizou 22 partidas pelo Palmeiras e marcou dois gols. Nem sempre titular, o meia foi preterido pelos concorrentes Moisés e Alejandro Guerra durante os jogos.

### Empréstimo ao Atlético Paranaense

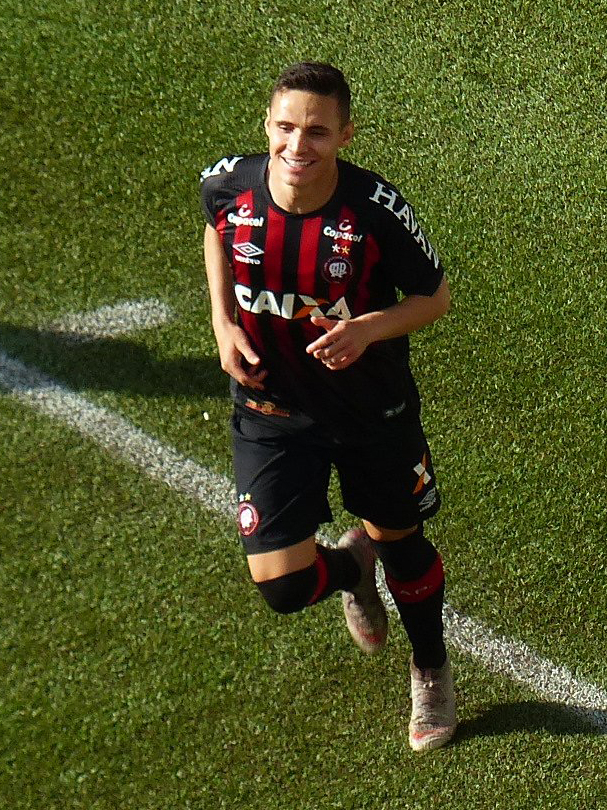
Veiga, com o Atlético-PR, em 2018

Com seu espaço no Palmeiras reduzido devido à alta concorrência no meio-campo, aumentada após a contratação de Lucas Lima exercida pelo Alviverde, em 2 de janeiro de 2018, foi anunciado o empréstimo de Veiga para o Atlético Paranaense até o fim da temporada. Foi apresentado oficialmente pelo novo clube em 11 de janeiro. Fez sua estreia pelo clube em 30 de janeiro, ao atuar contra o Caxias pela primeira fase da Copa do Brasil. Seu primeiro gol pelo novo clube foi em julho, pela 13ª rodada do Campeonato Brasileiro, em um empate por 2–2 contra o Internacional, na Arena da Baixada.
Comandado pelo mesmo Fernando Diniz que o comandou no Audax, Veiga iniciou a temporada como titular, mas perdeu espaço, tendo que atuar como segundo volante e até improvisado na lateral-direita. Com a posterior saída de Diniz, voltou a ganhar oportunidades com o novo treinador Tiago Nunes, que o fixou no meio-campo e lhe deu liberdade de movimentação e criação dentro de campo; o futebol de Veiga evoluiu e o meia tornou-se titular da equipe. O próprio jogador celebrou essa mudança em entrevista ao portal esportivo ge, afirmando: "Jogando um pouco mais à frente [do meio-de-campo], tenho conseguido fazer bons jogos. Com essa sequência, até o fim do ano ainda tenho muito a crescer." Em dezembro, foi campeão da Copa Sul-Americana. Na segunda partida da final contra o Junior Barranquilla, da Colômbia, deu assistência para o gol de Pablo e converteu seu pênalti na disputa de pênaltis, onde o Atlético venceu por 4–3. Em uma entrevista em 2022, Nunes considerou Veiga como um dos "pilares" da equipe que conquistou o título.
Como seu contrato com o rubro-negro paranaense não tinha cláusulas de compra nem de renovação de empréstimo, era sabido que o meia voltaria ao Palmeiras em 2019. Veiga anunciou sua despedida do Atlético em 14 de dezembro. Disputou um total de 48 jogos, marcando nove gols. Em 2022, Veiga comentou sobre sua estadia no Furacão: "(...) o Athletico é muito importante na minha carreira. Lá tive sequência e evoluí como jogador. Sou muito grato por tudo que vivi [no clube]."

### Retorno ao Palmeiras
Embora sondado por clubes do exterior, o meia preferiu permanecer na equipe alviverde e se reapresentou com o elenco principal em 3 de janeiro de 2019, recebendo a camisa 23. Fez sua primeira partida do seu retorno ao ser titular contra o Oeste pelo Campeonato Paulista. Durante o primeiro semestre, Veiga conseguiu sequência em participações de jogos após contusões de Gustavo Scarpa e Ricardo Goulart, titulares da equipe. Entretanto, após a demissão de Luiz Felipe Scolari no meio do ano e a chegada de Mano Menezes, o jogador voltou a ter poucas oportunidades no Palmeiras durante o resto da temporada.

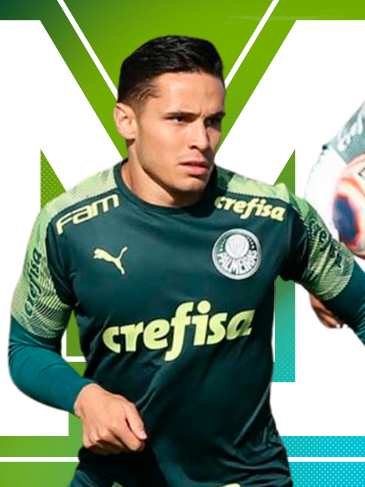
Veiga, em treinamento com o Palmeiras, em 2020

Pela temporada de 2020, embora inicialmente tenha sido cogitado como disponível para negociação pelo Palmeiras, o novo técnico do Alviverde, Vanderlei Luxemburgo, pediu para a diretoria que mantivesse Veiga no elenco, desejo que foi atendido. Em fevereiro, teve seu contrato com o clube paulista renovado por mais dois anos, até dezembro de 2023. Durante a temporada, novamente o meia perdeu espaço no time titular, sendo preterido por Lucas Lima. Em agosto, conquistou seu primeiro título pelo Palmeiras ao vencer o Campeonato Paulista sobre o Corinthians; na partida de volta, vencida pelo Alviverde nos pênaltis, Veiga entrou no segundo tempo e converteu sua cobrança. Em outubro, após a saída de Luxemburgo e a chegada de Abel Ferreira, o meia cresceu de produtividade e firmou-se como titular da equipe. Em janeiro de 2021, foi titular na final da Libertadores de 2020 contra o Santos, onde ajudou a levar o Palmeiras ao bicampeonato do torneio após vitória por 1–0, disputada em jogo único, no Estádio do Maracanã.
Entrando na temporada de 2021, em abril, pela Supercopa do Brasil contra o Flamengo, Veiga fez os dois gols do Palmeiras no empate por 2–2, além de converter sua cobrança nas penalidades; entretanto, o Alviverde acabou sendo derrotado por 6–5 e ficou com o vice-campeonato. Em junho, renovou novamente seu contrato, desta vez por mais um ano, até o final de 2024. Em novembro, conquistou sua segunda Libertadores pelo Palmeiras: o Alviverde derrotou o Flamengo na final; o meia abriu o placar para a equipe alviverde na partida, vencida por 2–1 na prorrogação e que resultou no tricampeonato da equipe nesta competição em sua história. Em fevereiro de 2022, pela final do Mundial de Clubes da FIFA contra o Chelsea, marcou, de pênalti, o gol de empate do Alviverde na partida, mas os ingleses acabaram derrotando os brasileiros por 1–2, e o Palmeiras ficou com o vice-campeonato.

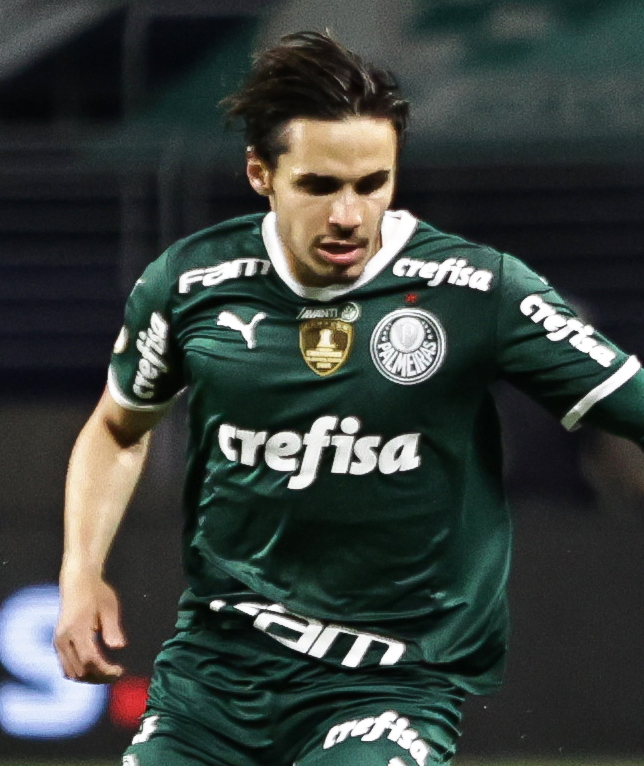
Veiga, atuando pelo Palmeiras, em 2022

Já pela temporada de 2022, no confronto de volta da final do Campeonato Paulista contra o São Paulo, no Allianz Parque, Veiga marcou os dois últimos gols na vitória por 4–0, revertendo o placar da derrota da primeira partida e ajudando o Alviverde a conquistar o torneio. Com esses tentos, superou o centroavante Evair e se tornou o jogador que mais marcou em finais pelo Palmeiras na história: fez gols em quatro decisões consecutivas pelo clube. Em maio, marcou três gols na vitória por 5–0 sobre o Independiente Petrolero e se isolou como o maior artilheiro do Palmeiras na Libertadores, chegando a catorze gols marcados até então. Foi também o primeiro hat-trick de Veiga jogando pelo Palmeiras. Completou duzentos jogos pelo Alviverde na vitória por 1–0 contra o Cuiabá, pelo Campeonato Brasileiro, em julho. No fim de agosto, Veiga sofreu uma lesão no tornozelo direito em uma partida contra o Athletico Paranaense, pela partida de ida das semifinais da Libertadores; o meia eventualmente precisou passar por cirurgia e ficou fora do time no resto da temporada. Em novembro, renovou seu contrato com o Palmeiras novamente, desta vez até o fim de 2026.

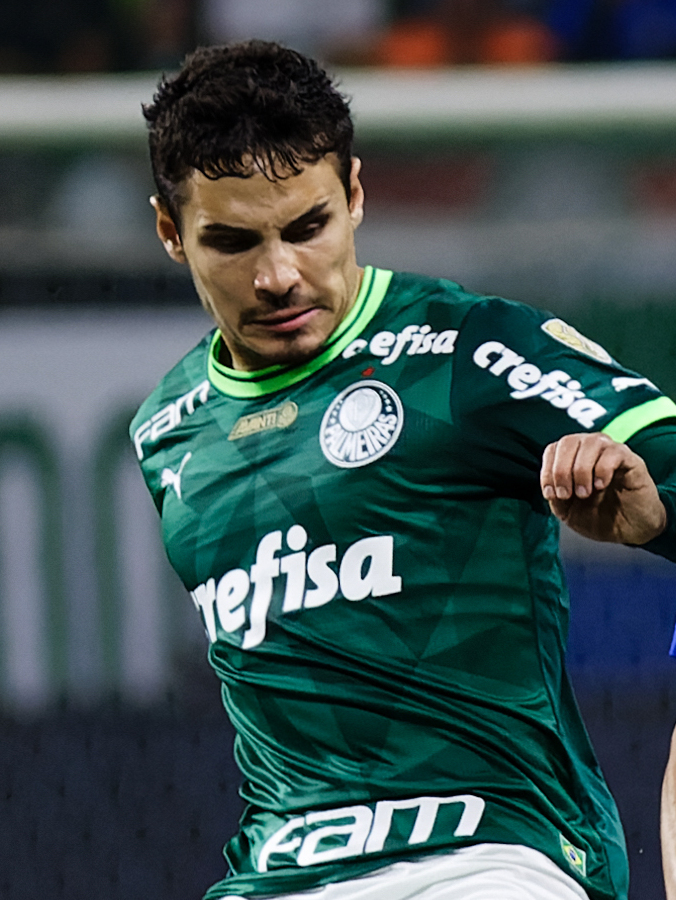
Veiga, atuando pelo Palmeiras, em 2023

Retornou aos gramados em janeiro de 2023, num empate em 0–0 contra o São Bento, pela fase de grupos do Campeonato Paulista. No fim do mesmo mês, marcou dois gols pela Supercopa do Brasil contra o Flamengo, ajudando o Alviverde a vencer o Rubro-negro por 4–3 e sagrar-se campeão do torneio pela primeira vez; além disso, foi eleito o craque do jogo. Em abril, fez o segundo gol na vitória por 2–1 sobre o Corinthians, pelo Derby Paulista na terceira rodada do Campeonato Brasileiro. Com o tento, tornou-se o maior artilheiro do Palmeiras no clássico no século, com cinco gols, empatado com Luiz Adriano. Em maio, marcou o gol que abriu o placar na vitória por 3–0 contra o Fortaleza, no confronto de ida das oitavas de final da Copa do Brasil. Foi o quadragésimo de Veiga no Allianz Parque, que o fez ultrapassar o atacante Dudu no ranking de maiores artilheiros do estádio. Em agosto, Veiga chegou a marca de 250 jogos com a camisa do Palmeiras na goleada sobre o Deportivo Pereira por 4–0, jogo válido pelas quartas de final da Libertadores. O jogador recebeu uma placa do clube em homenagem ao feito dias depois.

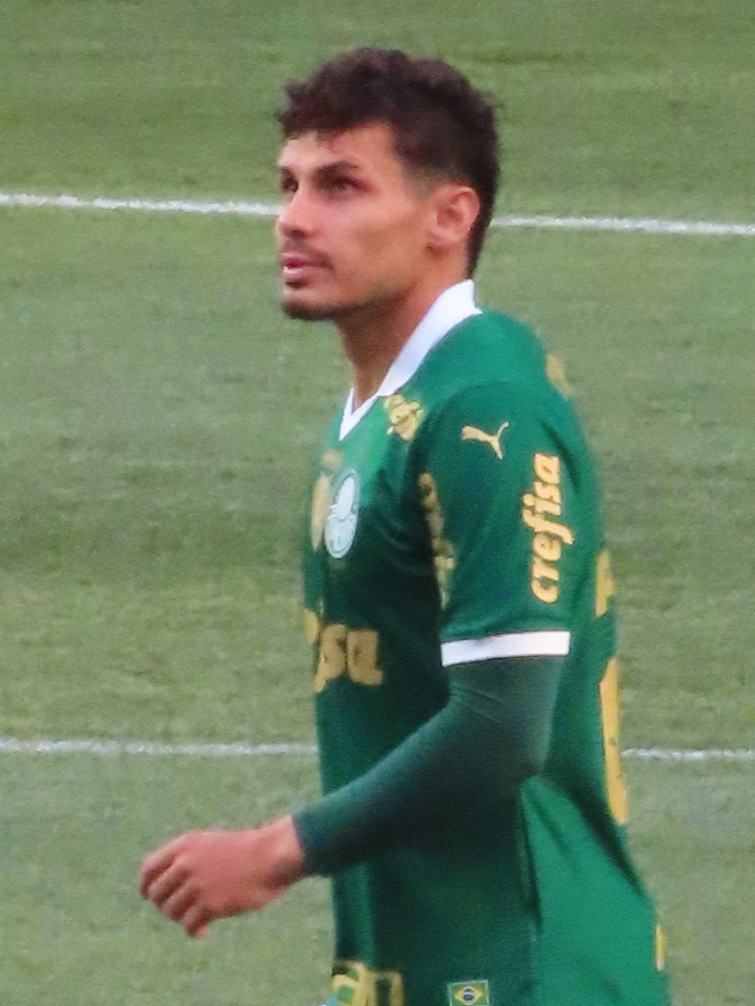
Veiga, com o Palmeiras, em 2024

Em março de 2024, Veiga chegou a cem gols na carreira ao marcar um gol contra o São Paulo em um empate por 1–1 pelo Campeonato Paulista. Além disso, atingiu a marca de 88 gols com a camisa do Palmeiras, se tornando o maior artilheiro do clube no século, junto com o atacante Dudu. Em abril, ganhou seu décimo primeiro título com o Alviverde ao conquistar pela terceira vez o Campeonato Paulista; Veiga marcou o primeiro gol da vitória por 2–0 contra o Santos cobrando pênalti sofrido por Endrick. Em junho, completou trezentos jogos com a camisa do Palmeiras na vitória por 3–1 contra o Juventude, no Allianz Parque, pelo Campeonato Brasileiro. Em outubro, pelo mesmo torneio e estádio, marcou seu centésimo gol pelo Palmeiras, ao fazer o primeiro gol de um empate por 2–2 contra o Fortaleza.
Veiga começou a temporada de 2025 em alto nível, sendo responsável por diversas assistências nos primeiros meses. Entretanto, em março, pela partida de volta da final do Campeonato Paulista, contra o Corinthians, na Neo Química Arena, o meio-campista teve a oportunidade de fazer o primeiro gol da partida em uma cobrança de pênalti, mas seu chute foi defendido pelo goleiro corintiano Hugo Souza. O Palmeiras, que havia perdido a partida de ida por 0–1, não conseguiu reverter a desvantagem no placar agregado e ficou com o vice-campeonato. Apesar disso, Veiga terminou o campeonato como líder em assistências, com sete. Em maio, chegou a 350 jogos disputados com a camisa do Palmeiras, numa vitória por 6–0 frente ao Sporting Cristal, pela última partida da fase de grupos da Libertadores; o jogador fez o quarto gol da partida.

## Carreira internacional
Entre 2021 e 2022, embora estivesse vivendo uma boa fase pelo Palmeiras, Raphael Veiga não era incluído nas convocações da Seleção Brasileira, e, então às vésperas da Copa do Mundo de 2022, este fato foi pauta de discussão para veículos da imprensa como UOL, ESPN e Ge. Para esses veículos, para o próprio Tite, então técnico da Seleção, e para Abel Ferreira, a concorrência com outros meio-campistas como Lucas Paquetá, Philippe Coutinho, Neymar, Rodrygo e Éverton Ribeiro, além de um esquema tático na seleção que pouco favorecia o atleta palmeirense seriam alguns dos motivos para a sua ausência nas convocações.
Em 3 de março de 2023, Veiga foi enfim convocado pela primeira vez para a Seleção Brasileira. O técnico Ramon Menezes, que assumiu o cargo interinamente após a saída de Tite, convocou o meia para a disputa de um amistoso contra a Seleção de Marrocos, em Tanger, em 25 de março. Veiga entrou aos vinte minutos do segundo tempo na derrota brasileira por 1–2.

## Estilo de jogo

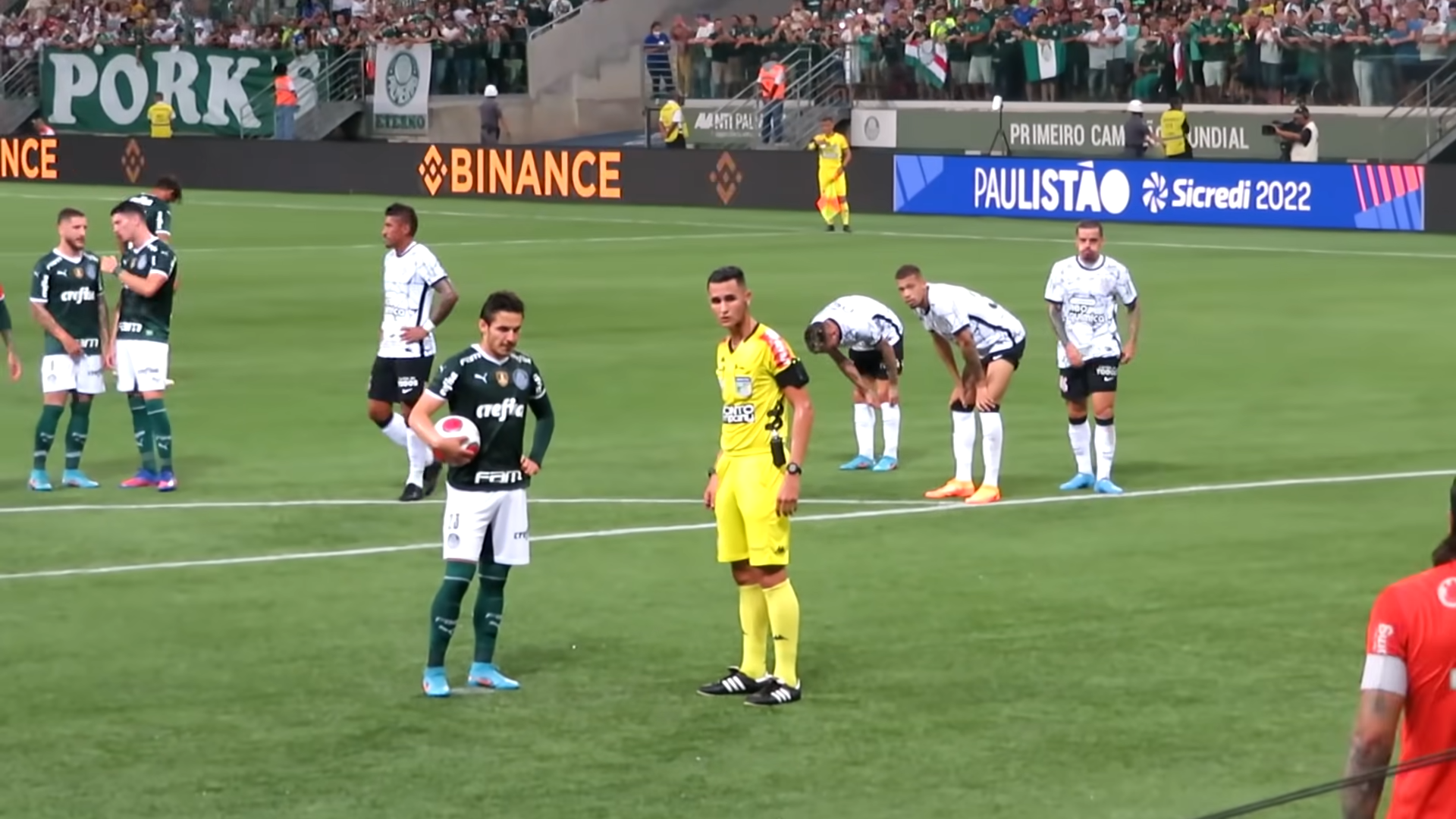
Veiga (com a bola na mão) se preparando antes de um pênalti contra o Corinthians, em 2022. O meia é conhecido por sua eficiência nas cobranças.

Veiga é um meio-campista canhoto que é capaz de ocupar qualquer posição do meio-campo ofensivo; entretanto, costuma render melhor em campo atuando centralizado, jogando assim tanto no Palmeiras como na sua estadia no Atlético. Apesar de também criar jogadas e distribuir assistências, o seu diferencial é a sua aproximação e entrada na área adversária, surgindo como elemento "surpresa" e como opção para gol. Sob o comando de Abel Ferreira, inicialmente foi posicionado na ponta direita, como "falso ponta"; quando o Palmeiras recuperava a bola, o jogador adentrava os espaços na área para executar finalizações e criar chances de ataque. Para o próprio técnico português, Veiga é o "melhor dez" que já treinou.
Entre suas habilidades futebolísticas individuais, Veiga tem o chute forte de perna esquerda, principalmente em arremates de fora da área. Também é conhecido por sua eficiência em cobranças de pênalti, atribuindo seu sucesso aos treinos, à sua própria confiança e ao seu psicológico antes do arremate. Para veículos da imprensa como Lance!, ge e Gazeta Esportiva, Veiga é considerado decisivo em partidas de alta pressão no Palmeiras, como clássicos e finais.

## Vida pessoal
Veiga é assumidamente palmeirense desde a infância. Em janeiro de 2021, após vencer a Libertadores de 2020 com o Palmeiras, em carta aberta no Instagram, o jogador dedicou o título ao avô Rafael, já falecido. Segundo o meia, ele foi um dos responsáveis por torná-lo palmeirense. Em abril de 2023, após marcar um gol no Derby Paulista contra o Corinthians, Veiga comemorou levando as mãos ao rosto e fazendo um gesto de "chororô", homenageando o ex-meia palmeirense Jorge Valdivia, que comemorou da mesma forma em um derby em 2008. Na TV Palmeiras, canal oficial do Palmeiras no YouTube, Veiga tem uma série chamada Veiganismo, onde o jogador recebe um chef palmeirense e aprende receitas.
Na vida fora dos campos, enquanto jogava pelo Coritiba, Veiga cursava faculdade de Educação Física, tendo que conciliar a carreira no futebol com os estudos. Veiga é cristão; em uma entrevista, o jogador afirma que sua relação com a religião estreitou após sua ida para o Coritiba em 2016.
Em julho de 2020, assumiu namoro com a influenciadora digital Bruna Santana, irmã do cantor sertanejo Luan Santana. Em outubro de 2021, Veiga e Bruna ficaram noivos, entretanto, o noivado acabou em fevereiro de 2022. Em junho de 2022, o casal retomou o relacionamento, porém rompeu novamente em agosto do mesmo ano. Em março de 2024, entretanto, o casal retomou o relacionamento, porém sem status definido.

## Estatísticas
Atualizadas até 6 de agosto de 2025 (data da última partida)

### Clubes
| Clube                | Temporada         | Campeonato nacional | Campeonato nacional | Campeonato nacional | Copa nacional[a] | Copa nacional[a] | Copa nacional[a] | Competições continentais[b] | Competições continentais[b] | Competições continentais[b] | Outros torneios[c] | Outros torneios[c] | Outros torneios[c] | Total | Total | Total   |
| Clube                | Temporada         | Jogos               | Gols                | Assist.             | Jogos            | Gols             | Assist.          | Jogos                       | Gols                        | Assist.                     | Jogos              | Gols               | Assist.            | Jogos | Gols  | Assist. |
| -------------------- | ----------------- | ------------------- | ------------------- | ------------------- | ---------------- | ---------------- | ---------------- | --------------------------- | --------------------------- | --------------------------- | ------------------ | ------------------ | ------------------ | ----- | ----- | ------- |
| Coritiba             | 2016              | 19                  | 3                   | 3                   | 1                | 0                | 0                | 3                           | 0                           | 0                           | 1                  | 0                  | 0                  | 24    | 3     | 3       |
| Palmeiras            | 2017              | 11                  | 0                   | 1                   | 1                | 0                | 0                | 1                           | 0                           | 0                           | 9                  | 2                  | 1                  | 22    | 2     | 2       |
| Palmeiras            | 2019              | 19                  | 3                   | 2                   | 1                | 0                | 0                | 6                           | 1                           | 0                           | 5                  | 1                  | 0                  | 31    | 5     | 2       |
| Palmeiras            | 2020/21           | 26                  | 11                  | 1                   | 8                | 4                | 2                | 10                          | 2                           | 1                           | 13                 | 1                  | 0                  | 57    | 18    | 4       |
| Palmeiras            | 2021/22           | 31                  | 10                  | 4                   | 2                | 0                | 0                | 14                          | 6                           | 0                           | 7                  | 4                  | 1                  | 54    | 20    | 5       |
| Palmeiras            | 2022              | 19                  | 3                   | 3                   | 3                | 2                | 0                | 11                          | 7                           | 0                           | 13                 | 7                  | 3                  | 46    | 19    | 6       |
| Palmeiras            | 2023              | 31                  | 9                   | 7                   | 4                | 1                | 1                | 10                          | 3                           | 3                           | 15                 | 5                  | 5                  | 60    | 18    | 16      |
| Palmeiras            | 2024              | 34                  | 11                  | 3                   | 4                | 0                | 0                | 7                           | 2                           | 3                           | 13                 | 7                  | 1                  | 58    | 20    | 7       |
| Palmeiras            | 2025              | 10                  | 0                   | 1                   | 1                | 0                | 0                | 4                           | 1                           | 0                           | 18                 | 2                  | 7                  | 33    | 3     | 8       |
| Palmeiras            | Total             | 181                 | 47                  | 22                  | 24               | 7                | 3                | 63                          | 22                          | 7                           | 93                 | 29                 | 18                 | 361   | 105   | 50      |
| Athletico Paranaense | 2018              | 31                  | 7                   | 6                   | 7                | 0                | 0                | 10                          | 2                           | 2                           | —                  | —                  | —                  | 48    | 9     | 8       |
| Total na carreira    | Total na carreira | 231                 | 57                  | 31                  | 32               | 7                | 3                | 76                          | 24                          | 9                           | 94                 | 29                 | 18                 | 433   | 117   | 61      |

- a. ^ Jogos da Copa do Brasil
- b. ^ Jogos da Copa Sul-Americana, Copa Libertadores e Recopa Sul-Americana
- c. ^ Jogos da Primeira Liga, Campeonato Paulista, Supercopa do Brasil, Copa do Mundo de Clubes da FIFA, Mundial de Clubes FIFA e Amistosos

### Seleção Brasileira
Atualizadas até 21 de novembro de 2023 (última convocação)
| Ano               | Eliminatórias da Copa do Mundo | Eliminatórias da Copa do Mundo | Amistosos | Amistosos | Total | Total |
| Ano               | Jogos                          | Gols                           | Jogos     | Gols      | Jogos | Gols  |
| ----------------- | ------------------------------ | ------------------------------ | --------- | --------- | ----- | ----- |
| 2023              | 3                              | 0                              | 3         | 0         | 6     | 0     |
| Total na carreira | 3                              | 0                              | 3         | 0         | 6     | 0     |

## Títulos
Atlético Paranaense
- Copa Sul-Americana: 2018[1]

Palmeiras

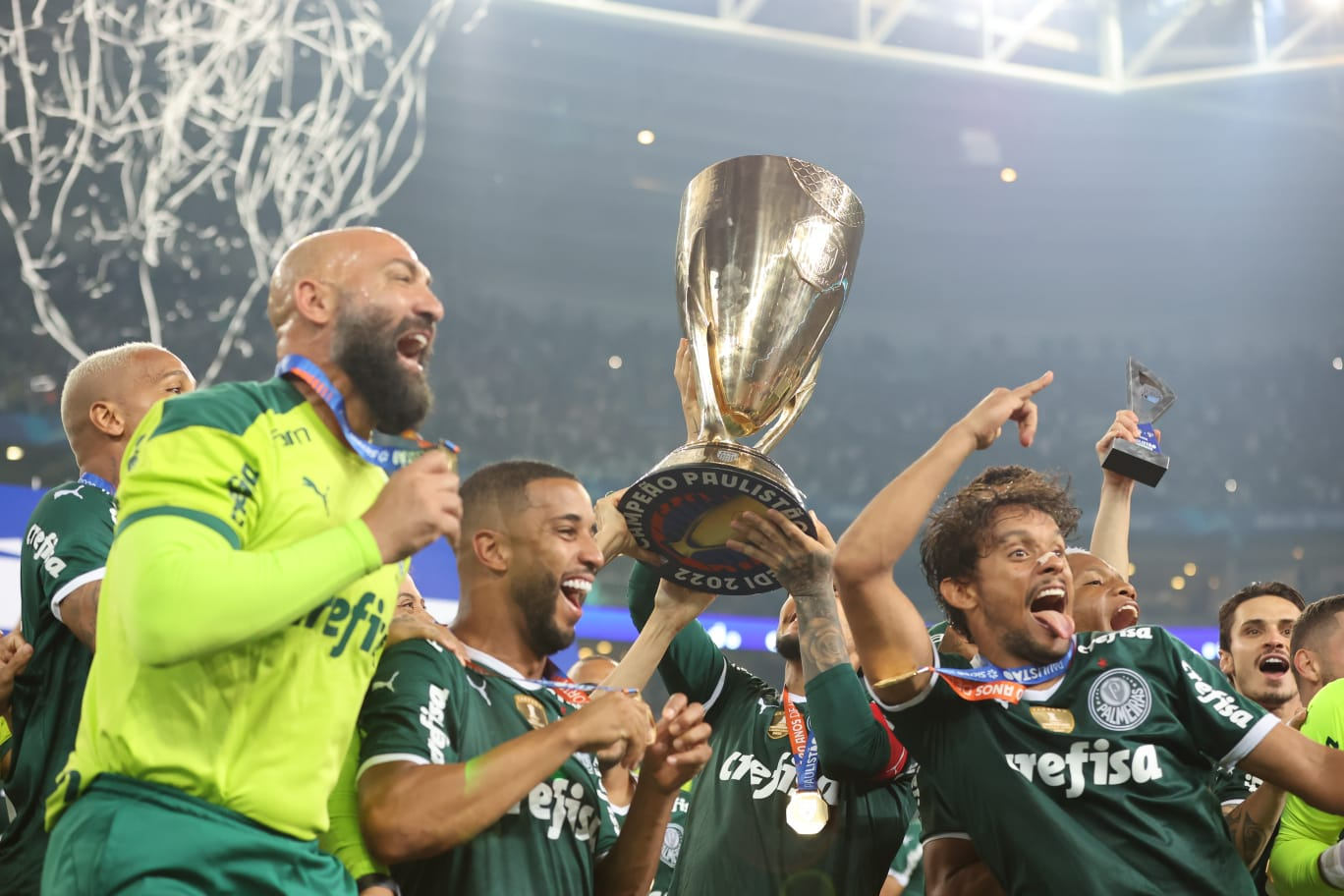
Raphael Veiga (à direita, em segundo plano) comemorando o título do Campeonato Paulista de 2022

- Campeonato Paulista: 2020, 2022, 2023 e 2024[1]
- Copa Libertadores da América: 2020 e 2021[1]
- Copa do Brasil: 2020[1]
- Recopa Sul-Americana: 2022[1]
- Campeonato Brasileiro: 2022 e 2023[1]
- Supercopa do Brasil: 2023[1][99]

### Prêmios individuais
- Bola de Ouro da Copa do Brasil: 2020[100]
- Jogador do Mês do Campeonato Brasileiro: outubro de 2021,[101] agosto de 2023[102]
- Seleção da Copa Libertadores da América: 2021[103]
- Troféu Mesa Redonda: 2021[104]
- Seleção Ideal da América do Sul pelo Jornal El País: 2021[105]
- Seleção do Brasileirão: 2021[106]
- Bola de Prata de Melhor Meia do Campeonato Brasileiro: 2021,[107][108] 2023[109]
- Seleção do Campeonato Paulista: 2022,[110] 2023[111]
- Melhor Jogador da final da Supercopa do Brasil: 2023[112]
- Craque da Galera do Campeonato Paulista: 2023[111]
- Craque do Campeonato Paulista: 2023[111]

### Artilharias
- Supercopa do Brasil de 2021 (2 gols)[113]
- Copa do Mundo de Clubes da FIFA de 2021 (2 gols)[114]
- Recopa Sul-Americana de 2022 (1 gol)[115]
- Supercopa do Brasil de 2023 (2 gols)[116]

### Líder de assistências
- Campeonato Paulista de 2023 (5 assistências)[117]
- Campeonato Paulista de 2025 (7 assistências)[69]

### Entrevistas
- Luis Carlos Junior e Rudy Landucci (2 de dezembro de 2022). «RAPHAEL VEIGA | PALMEIRAS CAST #5». TV Palmeiras (Podcast). YouTube. Consultado em 15 de maio de 2022
- Rapha Gonçalves, Gabriel Namorato e Patrick Volpi (26 de outubro de 2022). «Raphael Veiga | DUNAMIS HANGOUT Podcast - Ep. 07». Dunamis Movement (Podcast). YouTube. Consultado em 8 de setembro de 2023